# Malschwitz
Malschwitz (alt sòrab: Malešecy) és un municipi alemany que pertany a l'estat de Saxònia. Es troba a 6 kilòmetres al nord-oest de Bautzen.

## Llogarets
- Baruth bei Bautzen (Bart), 450 h.
- Briesing (Brězynka), 124 h.
- Brießnitz (Brězecy), 60 h.
- Buchwalde (Bukojna), 166 h.
- Cannewitz (Skanecy), 81 h.
- Doberschütz (Dobrošecy), 180 h.
- Dubrauke (Dubrawka), 183 h.
- Gleina (Hlina), 153 h.
- Kleinbautzen (Budyšink), 447 h.
- Malschwitz (Malešecy), 679 h.
- Niedergurig (Delnja Hórka), 390 h.
- Pließkowitz (Plusnikecy), 208 h.
- Preititz (Přiwćicy), 270 h.
- Rackel (Rakojdy), 260 h.